# فرنسيسكو أرياس كارديناس
فرنسيسكو أرياس كارديناس (بالإسبانية: Francisco Arias Cárdenas)‏ هو دبلوماسي وسياسي فنزويلي، ولد في 20 نوفمبر 1950 في سان كريستوبال في فنزويلا. حزبياً، نشط في الحزب الاشتراكي الموحد الفنزويلي وRadical Cause ‏ وRevolutionary Bolivarian Movement-200 ‏. وقد انتخب List of Governors of Zulia ‏ وانتخب عضو الجمعية الوطنية في فنزويلا.